# بونیفاس نهم

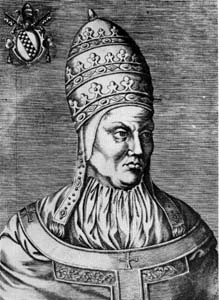
پاپ بونیفاس نهم

پاپ بونیفاس نهم (به انگلیسی: Boniface IX) (تولد:۱۳۵۰- درگذشت : ۱اکتبر ۱۴۰۴) یکی از پاپ‌های کلیسای کاتولیک رم بود که در ناپل به دنیا آمد و از ۱۳۸۹ تا ۱۴۰۴ میلادی پاپ بود.